# 詹姆斯·史托戴爾
詹姆斯·邦德·斯托克代尔（英語：James Bond Stockdale，1923年12月23日—2005年7月5日）是一名美国海军中將和飞行员。
1964年北部湾事件期間，斯托克代尔在提康德羅加號航空母艦上指揮空襲。1965年9月9日，他所乘坐的A-4天鷹式攻擊機飞机在北越被击落，並在河內被俘虜。斯托克代尔被北越關押長達7年，獲釋後获得美國荣誉勋章。此後他从1977年10月起担任海軍戰爭學院院長，直到1979年从海军退役。1979年到1980年，斯托克代尔擔任南卡罗莱纳州色岱爾軍校校長。
在1992年总统大选期間，斯托克代尔以副總統候選人身份搭檔罗斯·佩罗參選。

## 斯托克代尔悖论
在吉姆·柯林斯的著作《从优秀到卓越》中，提及一段有關斯托克代爾向柯林斯講述如何度過越南戰俘營的故事：
我從不失去信心，我非但堅信我會走出戰俘營，並且將迎來勝利。這段戰俘營的經歷在我人生中意義非凡。（I never lost faith in the end of the story, I never doubted not only that I would get out, but also that I would prevail in the end and turn the experience into the defining event of my life, which, in retrospect, I would not trade.）
当柯林斯詢问谁没有存活下來时，斯托克代尔回答：
哦，这簡單，乐观主义者嘛。 他们當中有人曾說，“我们在圣诞节前就能離開戰俘營了。”但等聖誕節過了後，他们又说，“我们在复活节前一定會被釋放。”复活节都過了，感恩节又要來了，接下來又是聖誕節。 他们最終在絕望中去世。（Oh, that's easy, the optimists. Oh, they were the ones who said, 'We're going to be out by Christmas.' And Christmas would come, and Christmas would go. Then they'd say, 'We're going to be out by Easter.' And Easter would come, and Easter would go. And then Thanksgiving, and then it would be Christmas again. And they died of a broken heart.）
柯林斯覺得奇怪，您這不是自相矛盾嘛，但接著斯托克代尔又回答：
这給人一個很深刻的教訓，就是決不能喪失必勝的信念，並且永远不要将必勝的信念与所面对的殘酷的现实混为一谈。（This is a very important lesson. You must never confuse faith that you will prevail in the end—which you can never afford to lose—with the discipline to confront the most brutal facts of your current reality, whatever they might be.）
柯林斯將這段對話總結为斯托克代尔悖论。

## 去世
斯托克代尔晚年罹患阿尔茨海默症，並因該疾病于2005年7月5日去世。斯托克代尔的葬礼在海軍學院禮拜堂举行，最終安葬在美國海軍學院公墓。 

### 在线资源
- 1992年副总统辩论会采访吉姆·莱勒（Jim Lehrer） （页面存档备份，存于）
- 胡佛研究所传记（存档）
- 《华盛顿邮报》针对斯托克代尔的itu告 （页面存档备份，存于） ，2005年7月6日
- Holmes, Steven A. . The New York Times. July 6, 2005  [May 5, 2010]. （原始内容存档于2012-02-05）.
- 《卫报》关于斯托克代尔逝世的报告2005年7月 （页面存档备份，存于）
- 斯托克代尔海军上将的个人页面（已存档）
- 詹姆斯·B·斯托克代尔海军上将的追悼会（存档）
- 海军学院向斯托克代尔致敬 （页面存档备份，存于）
- 美国海军宣布退休副海军上将去世。 詹姆斯·B·斯托克代尔（存档）
- Mahler, Jonathan. . The New York Times. December 25, 2005  [May 5, 2010]. （原始内容存档于2012-02-05）.
- 海军战争学院：前任校长
- 玛格丽特·荷兰·萨金特 （James B.Stockdale）的肖像油画（存档）
- . DoD (via American Forces Press Service). November 8, 2013  [2020-02-08]. （原始内容存档于2014-01-13）.